# Щёголев, Станислав Георгиевич
Станислав Георгиевич Щёголев (10 января 1945 — 30 сентября 2010) — советский хоккеист, защитник, мастер спорта СССР.

## Биография
Станислав Щёголев начинал играть в хоккей в 1958 году в детско-юношеской спортивной школе московского «Динамо». В 1964—1965 годах он играл за хоккейную команду «Авангард» (Саратов), выступавшую в первой лиге чемпионата СССР.
В 1965—1975 годах Станислав Щёголев выступал за команду «Динамо» (Москва), забросив 30 шайб в 297 матчах чемпионата СССР. За это время в составе своей команды он два раза становился серебряным призёром и три раза — бронзовым призёром чемпионата СССР. Во время выступлений за московское «Динамо» в разные годы играл в паре с защитниками Валентином Марковым, Валерием Васильевым и Виталием Давыдовым.
Принимал участие в матчах юниорской сборной СССР по хоккею. Выступал за вторую сборную СССР, в составе которой принял участие в матче против канадской команды «Калгари Сперз», который состоялся 26 декабря 1967 года в Калгари.
Скончался 30 сентября 2010 года.

## Достижения
- Серебряный призёр чемпионата СССР — 1971, 1972[1].
- Бронзовый призёр чемпионата СССР — 1968, 1969, 1974[1].
- Обладатель Кубка СССР — 1972[2][4].
- Финалист Кубка СССР — 1966, 1969, 1970, 1974[2].
- Чемпион Зимней Универсиады — 1968[7].
- Обладатель Кубка Ахерна — 1975[1].